# 薩蒂拉 (喬治亞州)
薩蒂拉（英語：Satilla）是位於美國喬治亞州傑夫·戴維斯縣的一個人口普查指定地區。

## 地理
薩蒂拉的座標為31°47′15″N 82°34′04″W / 31.78750°N 82.56778°W，而該地最高點為海拔高度70米（即230英尺）。

## 人口
根據2010年美國人口普查的數據，薩蒂拉的面積為7.81平方千米，當中陸地面積為7.77平方千米，而水域面積為0.04平方千米。當地共有人口421人，而人口密度為每平方千米53人。